# Willy Knupp
Willy Knupp (ur. w październiku 1936, zm. 10 listopada 2006 w Kolonii), niemiecki dziennikarz sportowy.
Zajmował się głównie tematyką motoryzacyjną, szczególnie Formułą 1. Pracę dziennikarza sportowego rozpoczął w 1971 w luksemburskim RTL Radio. W 1985 przeszedł do stacji telewizyjnej RTL plus. Relacjonował w telewizji wyścigi Grand Prix Formuły 1, był również autorem wielu publikacji poświęconych tej dyscyplinie. Wydawał m.in. roczniki Rennreport i Grand Prix live miterlebt. Kilka pozycji książkowych poświęcił Michaelowi Schumacherowi, z którym był zaprzyjaźniony.
Jego żoną była młodsza o kilkadziesiąt lat prezenterka telewizyjna Birgit Lechtermann, mieli córkę. Knupp zmarł krótko po ukończeniu 70 lat na chorobę nowotworową.
Niektóre publikacje:
- Danke, Schumi! – Die Michael Schumacher-Story (2006)
- Formel 1 – Das Quizbuch (2002)
- Siegertypen (2001)
- Kartfahren (1996)
- Michael Schumacher – Leben für die 1 (1995)
- Ayrton Senna – Leben am Limit (1994)